# Elezioni parlamentari tedesche del 1881

I risultati dell'elezione del Reichstag secondo le circoscrizioni elettorali.

L'elezione del Reichstag del 1881 diede avvio al V Reichstag e si svolsero il 27 ottobre 1881. L'affluenza alle urne fu del 56,3%. La campagna elettorale fu accentrata sulla politica fiscale e, come nelle precedenti elezioni, sulle controversie della politica doganale protezionistica.

## Risultati
Per la prima volta il Zentrum divenne il primo partito in parlamento, ma le formazioni social-liberali riuscirono ad ottenere i maggiori vantaggi dal crollo nazional-liberale. In particolare l'Unione Liberale, movimento alla sua prima elezione, in quanto nato nel 1880 dalla scissione dell'ala sinistra del NLP, ottenne 46 seggi.
In generale queste elezioni furono una sconfitta per il cancelliere uscente, Bismarck, che non poté governare con una maggioranza solida, composta da DKP, DRP, NLP, ma avrebbe dovuto reggere l'esecutivo con maggioranze mutevoli.
Nonostante i notevoli ostacoli causati dalle leggi anti-socialiste, il SAPD riuscì a conquistare 12 distretti elettorali, mentre i regionalisti, sia polacchi che danesi, ottennero più seggi a causa della debolezza dei conservatori e dei nazional liberali. Al riguardo va evidenziato che per la prima ed unica volta in un'elezione parlamentare, un candidato danese - Gustav Johannsen - vinse l'elezione nello Schleswig-Holstein 2 (Apenrade, Flensburg).
| Orientamento politico        | Orientamento politico        | Partiti                                              | Partiti | Voti       | Voti   | Voti      | Seggi | Seggi  | Seggi           |
| ---------------------------- | ---------------------------- | ---------------------------------------------------- | ------- | ---------- | ------ | --------- | ----- | ------ | --------------- |
| Orientamento politico        | Orientamento politico        | Partiti                                              | Partiti | in Milioni | %      | Dif. 1878 | Seggi | %      | Differenza 1878 |
| Conservatori                 | Conservatori                 | Partito Conservatore Tedesco (DKP)                   |         | 0,831      | 16,3 % | +3,5 %    | 50    | 12,6 % | −9              |
| Conservatori                 | Conservatori                 | Partito del Reich tedesco (DRP)                      |         | 0,379      | 7,4 %  | −6,1 %    | 28    | 7,1 %  | −29             |
| Liberali                     | Destra-                      | Partito Nazionale Liberale (NLP)                     |         | 0,747      | 14,7 % | −10,5 %   | 47    | 11,8 % | −52             |
| Liberali                     | moderati                     | Unione Liberale (LV)                                 |         | 0,429      | 8,4 %  | +8,1 %    | 46    | 11,6 % | +46             |
| Liberali                     | Sinistra-                    | Partito del Progresso Tedesco (DFP)                  |         | 0,649      | 12,7 % | +6,0 %    | 601)  | 15,1 % | +34             |
| Liberali                     | Sinistra-                    | Partito Popolare Tedesco (DtVP)                      |         | 0,103      | 2,0 %  | +0,9 %    | 9     | 2,3 %  | +6              |
| Cattolici                    | Cattolici                    | Partito di Centro Tedesco (Zentrum)                  |         | 1,183      | 23,2 % | +0,1 %    | 100   | 25,2 % | +6              |
| Socialisti                   | Socialisti                   | Partito Socialista dei Lavoratori di Germania (SAPD) |         | 0,312      | 6,1 %  | −1,5 %    | 121)  | 3,0 %  | +3              |
| Partiti regionali, minoranze | Partiti regionali, minoranze | Partito Tedesco di Hannover (DHP)                    |         | 0,087      | 1,7 %  | −0,8 %    | 10    | 2,5 %  | ±0              |
| Partiti regionali, minoranze | Partiti regionali, minoranze | Polacchi                                             |         | 0,195      | 3,8 %  | +0,2 %    | 18    | 4,5 %  | +4              |
| Partiti regionali, minoranze | Partiti regionali, minoranze | Danesi                                               |         | 0,014      | 0,3 %  | ±0,0 %    | 2     | 0,5 %  | +1              |
| Partiti regionali, minoranze | Partiti regionali, minoranze | Alsaziani e Loreni                                   |         | 0,153      | 3,0 %  | -0,1 %    | 15    | 3,8 %  | ±0              |
|                              |                              | Altri                                                |         | 0,015      | 0,3 %  | ±0,0 %    | -     | -      | −10             |
| Totale                       | Totale                       | Totale                                               | Totale  | 5,097      | 100 %  |           | 397   | 100 %  |                 |

1)Il socialdemocratico Wilhelm Liebknecht fu eletto sia a Offenbach che a Magonza ed accettato il mandato a Offenbach. Il candidato liberale Adolph Phillips vinse la successiva elezione suppletiva nel collegio elettorale di Magonza contro il candidato socialdemocratico August Bebel. I risultati dell'elezione suppletiva sono stati presi in considerazione nella ripartizione dei seggi.

## I gruppi del V Reichstag
I gruppi del V Reichstag, che durò fino al 1884, furono:
| Centrista                | 100 |
| DFP                      | 60  |
| Conservatore             | 50  |
| Nazional-Liberale        | 47  |
| LV                       | 46  |
| Liberal-Conservatore     | 28  |
| Polacchi                 | 18  |
| Alsaziani e Loreni       | 15  |
| Socialdemocratico        | 12  |
| DHP                      | 10  |
| Partito Popolare Tedesco | 9   |
| Danesi                   | 2   |

Durante il resto della legislatura, la forza dei singoli gruppi politici è cambiata più volte a causa delle elezioni suppletive e dei cambiamenti nei gruppi parlamentari.